# Ladon, Loiret

Ladon este o comună în departamentul Loiret din centrul Franței. În 1 ianuarie 2022 avea o populație de 1.394 de locuitori.